# Ракетные катера проекта 022
Ракетные катера проекта 022 (класса Хубэй) — серия из 83 катамаранов ВМС НОАК с противокорабельным ударным вооружением. Первый в своем классе (бортовой номер 2209) был заложен в апреле 2004 года на верфи Цюсинь в Шанхае. Судно заменяет старые катера типа 021 (класса Хуанфэн), которые были введены в эксплуатацию в период с конца 1960-х и начале 1980-х. Первый в мире катамаран с ударным ракетным вооружением. Выполнен по технологии стелс.